# Бауэр, Кэрол
Кэрол Энн Бауэр (англ. Carol Ann Bower; род. 9 июня 1956, Риверсайд, Калифорния) — американская гребчиха, выступавшая за сборную США по академической гребле в конце 1970-х — первой половине 1980-х годов. Чемпионка летних Олимпийских игр в Лос-Анджелесе, серебряная и бронзовая призёрка чемпионатов мира, победительница многих регат национального и международного значения. Также известна как тренер по гребле.

## Биография
Кэрол Бауэр родилась 9 июня 1956 года в городе Риверсайд, штат Калифорния.
Занималась академической греблей во время учёбы в Калифорнийском университете в Лос-Анджелесе, который окончила в 1979 году. Состояла в университетской гребной команде, неоднократно принимала участие в различных студенческих соревнованиях. Позже проходила подготовку в гребном клубе в Нью-Хейвене, штат Коннектикут.
Первого серьёзного успеха на взрослом международном уровне добилась в сезоне 1979 года, когда вошла в основной состав американской национальной сборной и побывала на чемпионате мира в Бледе, откуда привезла награду бронзового достоинства, выигранную в зачёте распашных рулевых восьмёрок — в финале её команду обошли только экипажи из СССР и ГДР.
Рассматривалась в качестве кандидатки на участие в летних Олимпийских играх 1980 года в Москве, однако Соединённые Штаты вместе с несколькими другими западными странами бойкотировали эти соревнования по политическим причинам.
В 1981 году Бауэр стала серебряной призёркой в восьмёрках на мировом первенстве в Мюнхене, уступив в финале сборной Советского Союза.
На чемпионате мира 1982 года в Люцерне вновь получила серебро в восьмёрках, в решающем заезде снова пропустила вперёд команду из СССР.
В 1983 году на мировом первенстве в Дуйсбурге добавила в послужной список ещё одну серебряную награду, полученную в восьмёрках. В финале около двух секунд проиграла сборной СССР.
Благодаря череде удачных выступлений удостоилась права защищать честь страны на домашних Олимпийских играх 1984 года в Лос-Анджелесе — в составе экипажа, куда также вошли гребчихи Бетси Бирд, Кристен Торснесс, Джинн Флэнаган, Кэри Грейвз, Кэти Килер, Холли Меткалф, Кристин Норелиус и Ширил О’Стин, обошла всех своих соперниц в восьмёрках, в том числе почти на секунду превзошла ближайших преследовательниц из Румынии, и тем самым завоевала золотую олимпийскую медаль. Вскоре по окончании этой Олимпиады приняла решение завершить спортивную карьеру.
Ещё будучи действующей спортсменкой, Бауэр активно занималась тренерской деятельностью, в частности в 1980 году была помощницей главного тренера в гребной команде Йельского университета. После завершения карьеры спортсменки в 1987 году возглавила программу подготовки женщин-гребцов Пенсильванского университета. Осуществляла подготовку к крупнейшим международным соревнованиям отдельных экипажей национальной сборной США, в том числе под её руководством американские гребчихи выступали на Играх доброй воли 1986 года в Москве, на Олимпийских играх 1988 года в Сеуле и на чемпионате мира 1989 года в Бледе. В 2002 году заняла должность главного тренера гребной команды Колледжа Брин-Мар.